# آبي رود
آبي رود هو الألبوم الحادي عشر من قبل فرقة الروك الإنجليزية البيتلز، صدر في 26 سبتمبر 1969 عن طريق شركة آبل ريكوردز. وكانت جلسات التسجيل للألبوم هي الأخيرة التي شارك فيها كل أعضاء البيتلز الأربعة. ورغم أن ألبوم «ليت إت بي» كان آخر ألبوم تنجزه الفرقة قبل حلها في أبريل 1970، فإن معظم أغاني الألبوم تم تسجيلها قبل بدء جلسات تسجيل آبي رود.  وهناك إصدار منفرد من الألبوم لأغنيتين على جانب واحد، "Something" / "Come Together"، وصدر في أكتوبر، وتصدرت قائمة مجلة بيلبورد في الولايات المتحدة.
آبي رود هو ألبوم روك  تضمن أنواعا مثل البلوز والبوب والبروغريسيف روك، كما أنه عرف باستخدام بشكل بارز آلة مزج موغ ومكبر ليسلي. يحتوي الوجه الثاني على مزيج من مقطوعات من أغاني تم جمعها معا لتشكل قطعة واحدة. تم تسجيل الألبوم في جو أخف من جلسات تسجيل ألبومات جيت باك / ليت إيت بي في وقت سابق من العام، ولكن الخلافات ظلت موجودة داخل الفرقة، لا سيما على أغنية بول مكارتني "Maxwell's Silver Hammer". غادر جون لينون المجموعة بهدوء في زمن إصدار الألبوم، بينما استقال مكارتني علنا في العام التالي. وهناك مزيج مدته 16 دقيقة من عدة أغاني قصيرة تشكل غالبية الوجه الثاني، وينتهي بالكلمات «وفي النهاية، الحب الذي تأخذه يساوي الحب الذي تمنحه».
حقق آبي رود نجاحا تجاريا فوريا ووصل إلى المركز الأول في قوائم ألبومات المملكة المتحدة والولايات المتحدة، إلا أنه تلقى في البداية مراجعات متباينة، حيث وصف بعض النقاد موسيقاه بأنه غير أصيلة وتردد صدى أساليب الإنتاج الاصطناعي. يرى العديد من النقاد الآن أن الألبوم هو أفضل ألبومات البيتلز وأنه أحد من أعظم الألبومات في كل العصور. وعلى وجه الخصوص، تعتبر مساهمات جورج هاريسون في أغاني "Something" و «ها قد أشرقت الشمس»، من بين أفضل الأغاني التي ألفها للمجموعة. يظهر أعضاء الفرقة الأربعة على غلاف الألبوم وهم يعبرون ممرا للمشاة خارج استديوهات آبي روود، وأصبحت هذه الصورة من أشهر الصور وأكثر من تم تقليدها في تاريخ الموسيقى الشعبية.

## وصلات خارجية
- آبي رود على موقع الموسوعة البريطانية (الإنجليزية)
- آبي رود على موقع أول موفي (الإنجليزية)